# Repräsentation (Politik)
Repräsentation (lateinisch repraesentatio,  von re-, „wieder, zurück“, und praesentare, „darreichen, vorführen, vorzeigen“) in der Politik oder Politische Repräsentation ist ein Kernprinzip jedes gesellschaftlichen Zusammenlebens. Im engeren Sinne bezeichnet sie eine Vielzahl an Techniken der Vertretung, die die Teilhabe an politischen Prozessen mit oder ohne körperliche Anwesenheit gewährleisten sollen. Im weiteren Sinne bezeichnet sie sämtliche Formen der „Sichtbarmachung“ einer Gruppe in politischen Zusammenhängen. Diese kann durch die Repräsentierten selbst, durch eine oder mehrere andere Vertretende, aber auch durch Symbole erfolgen.   
Der Begriff der politischen Repräsentation ist also doppeldeutig: Er beschreibt einerseits normativ oder empirisch anzunähernde Vorgänge und Institutionen in politischen Systemen und andererseits unter ästhetischen Aspekten zu verhandelnde Fragen der Darstellung und Darstellbarkeit. Als politikwissenschaftlicher Begriff ist Repräsentation vor allem für die Politischen Theorie und Ideengeschichte und Demokratieforschung von Bedeutung. Erstere konzentriert sich auf die begriffliche und historische Klärung von Repräsentationsphänomenen, letztere erforscht empirisch die von soziokulturellen Faktoren abhängigen Möglichkeiten und Realitäten gesellschaftlicher Teilhabe.  
Nach einer frühen demokratie-normativen Phase Ende der 1960er Jahre, die sich mit dem Thema der „guten Repräsentation“ beschäftigte, wendet sich die Repräsentationsforschung des 21. Jahrhunderts zunehmend dem Totalitarismus zu. Deutschsprachige Forschung konzentriert sich oft auf den Nationalsozialismus. Englischsprachige Literatur wendete sich vor allem den Auswirkungen der Massenmedien und Politainment auf wachsenden Autoritarismus zu. In beiden Fällen nähert sich die Repräsentationsforschung methodisch den Kommunikations- und Kulturwissenschaften an. 

## Begriff
Ein weiterer Bereich entstammt der Gegenüberstellung und normativen Bewertung von Repräsentativer Demokratie und Direkter Demokratie in der Demokratietheorie. Der vielleicht größte Strang baut auf Hanna F. Pitkins Unterscheidung von vier Formen der politischen Repräsentation auf.
Die lexikalische Definition von Repräsentation legt die große Bandbreite des Begriffs offen: Zunächst unspezifisch als „Vertretung, standesgemäßes Auftreten, Aufwand“ bestimmt, werde in der Philosophie und Psychologie darunter die „Vergegenwärtigung von nicht unmittelbar Gegebenem in der Vorstellung“ verstanden. In der Politik wiederum sei Repräsentation im weiteren Sinne die an politische Systeme nicht gebundene Form der Herrschaft, ausgeübt kraft Wahl oder (ständischem) Privileg in Gestalt des freien oder gebundenen Mandats, im engeren Sinne die Leitidee der repräsentativen Demokratie.
Aufgrund der großen Bandbreite des Begriffs und diversester Repräsentationstheorien schlägt Hasso Hofmann vor, Repräsentation als einen synsemantischen oder synkategorischen Ausdruck zu verstehen, der seine Bedeutung immer nur in einem je bestimmten Zusammenhang entfaltet, ja sogar erst durch die Geschichte seines Gebrauchs konstituiert wird.
Für die politik- und staatswissenschaftliche Deutung des Begriffs entscheidend sei  die aus den Kämpfen um Verfassung und Demokratie seit dem 19. Jahrhundert entstandene Gleichsetzung von Repräsentation mit Repräsentativverfassung bzw. repräsentativer Demokratie:

### Enge und weite Definition
Als engere Definition kann die Annäherung nach Ernst Fraenkel gelten:

„Repräsentation ist die rechtlich autorisierte Ausübung von Herrschaftsfunktionen durch verfassungsmäßig bestellte, im Namen des Volkes, jedoch ohne dessen bindenden Auftrag handelnde Organe eines Staates oder sonstigen Trägers öffentlicher Gewalt, die ihre Autorität mittelbar oder unmittelbar vom Volk ableiten und mit dem Anspruch legitimieren, dem Gesamtinteresse des Volkes zu dienen und dergestalt dessen wahren Willen zu vollziehen“

Eine weite Definition findet sich bei Hanna F. Pitkin:

„[R]epresentation, taken generally, means the making present in some sense of something which is nevertheless not present literally or in fact"“

„Repräsentation bedeutet ganz allgemein das Gegenwärtigmachen in einer bestimmten Weise von etwas, das nichtsdestoweniger im wörtlichen Sinn oder tatsächlich nicht gegenwärtig ist.“

Die enge Definition zielt auf den Bereich der Politik, also des politisch-administrativen Bereichs und dient besonders der empirisch-analytischen Analyse in diesem Bereich. Die weite Definition umfasst demgegenüber auch den Bereich des Politischen.
Umgangssprachlich bezeichnen die Begriffe Repräsentation und repräsentativ oft nur die Funktionen einer symbolischen und zeremoniellen Vertretung, etwa im Zusammenhang mit den Funktionen solcher Staatsoberhäupter, deren politischer Einfluss sich weitgehend auf die symbolische und zeremonielle Vertretung ihrer Nationen oder ihrer Staaten beschränkt (Pouvoir neutre).

### Direkte versus Repräsentative Demokratie

#### Überwindung des Gegensatzes
Der idealtypische Gegensatz zwischen repräsentativer und direkter Demokratie ist in den letzten Jahren mehr und mehr verblichen. Einige Autoren fragen bereits, inwiefern sich direkte und repräsentative Elemente positiv ergänzen bzw. ergänzen können.

„In der Demokratie muß ... die Herrschaft des Volkes sowohl in seiner Form dargestellt als auch durch bindende Entscheidungen, die vom Volk ausgehen und für das Volk gelten, konkretisiert werden. So liegt Repräsentation jeder Form von Demokratie zugrunde. Das ist für ‚repräsentative Demokratien‘ schon von ihrer Benennung her offensichtlich. Aber auch basisdemokratische Formen der Willensbildung und direkt-demokratische Verfahren sind zunächst einmal Konfigurationen einer politischen Einheit, die als solche zur Erscheinung kommen muß; ...“

#### Neuinterpretation politischer Repräsentation
Von einigen Autoren wird politische Repräsentation  im Kontext der Demokratie neu gedeutet. Die Autoren bewerten das Repräsentationsprinzip nicht mehr als "notwendiges Übel, sondern als Bedingung, politische Freiheit überhaupt erst zu ermöglichen.

### Repräsentationsformen
Demokratische Repräsentation wird zwar im politischen Alltag üblicherweise mit (Stell-)Vertretung gleichgesetzt. In der politischen Wissenschaft wird das jedoch teilweise abgelehnt. Eine systematische Grundlegung zur politischen Repräsentation liefert Hanna F. Pitkin, indem sie formelle Repräsentation von symbolischer, deskriptiver und substantieller Repräsentation unterscheidet. Sie selbst konzentriert sich auf die substantielle Repräsentation. Dabei geht sie insbesondere auf das Dilemma von Trustee und Delegate ein, welches sie durch ein Konzept der Responsivität gelöst sehen will. Es gehe schließlich nicht darum, einen schon vorhandenen Willen des Volkes abzubilden oder auszuführen, sondern diesen „Volkswillen“ erst durch die Repräsentation zu bilden.
Heute ist jedoch auch eine hohe Forschungsaktivität um den Bereich der symbolischen wie auch der deskriptiven Repräsentation zu beobachten.
Ein weiteres Konzept sieht bestimmte Grundvoraussetzungen für Repräsentation vor. Danach ist diese nur gegeben, wenn
- die Repräsentanten im Interesse der Repräsentierten und dabei responsiv handeln
- die Repräsentanten und Repräsentierte unabhängig voneinander zu handeln vermögen, so dass es jederzeit zu Konflikten zwischen ihnen kommen kann („durch konstitutive Elemente bestehendes Konfliktpotential“) und
- es den Repräsentanten gelingt, das Konfliktpotential im Großen und Ganzen befriedet zu halten.

## Funktionen der Repräsentation
Aufgabe der Repräsentation ist es, durch Bildung von leitenden Organen einen politischen Verband (z. B. das Staatsvolk) handlungs-, willens- und entscheidungsfähig zu machen.
In einer Demokratie ist diese Aufgabe zudem nur dann erfüllt, wenn die Handelnden (Repräsentanten) nicht nur einmalig, sondern ständig wiederholend und bestätigend autorisiert werden. Demokratische Repräsentation muss dabei den Anforderungen von zwei Ebenen gerecht werden:
1. Formalrechtliche Ebene: Legitimation über eine sogenannte Legitimationskette
2. Politisch-ethische Ebene: die Individuen des repräsentierten politischen Verbands müssen sich mit dem Handeln der Repräsentanten identifizieren können, sie müssen „sich darin wiederfinden“

Sind diese Merkmale erfüllt, spricht man von einer repräsentativen Demokratie. Sie lässt sich abgrenzen zur Partizipativen Demokratie und zur Direkten Demokratie, in der durch Partizipation direkte Einflussnahme ohne Repräsentanten ermöglicht wird.